# Роберт (острів)
Острів Роберт або острів Мітчеллс або острів Полоцьк або Робертовий острів (англ. Robert Island; Mitchells Island; Polotsk Island; Roberts Island) — це острів, який має 18 кілометрів довжини та 13 кілометрів ширини; розташований між островом Нельсон і островом Гринвіч на Південних Шетландських островах, Антарктика. Площа поверхні острова: 132 км². Назва «Роберт» є усталеною ще з 1821 року і тепер утвердилася в міжнародному використанні. 
Значна частина півострова Коппермін на заході острова складається з гладкої ерозійної поверхні, яка в минулому знаходилась на морському дні.

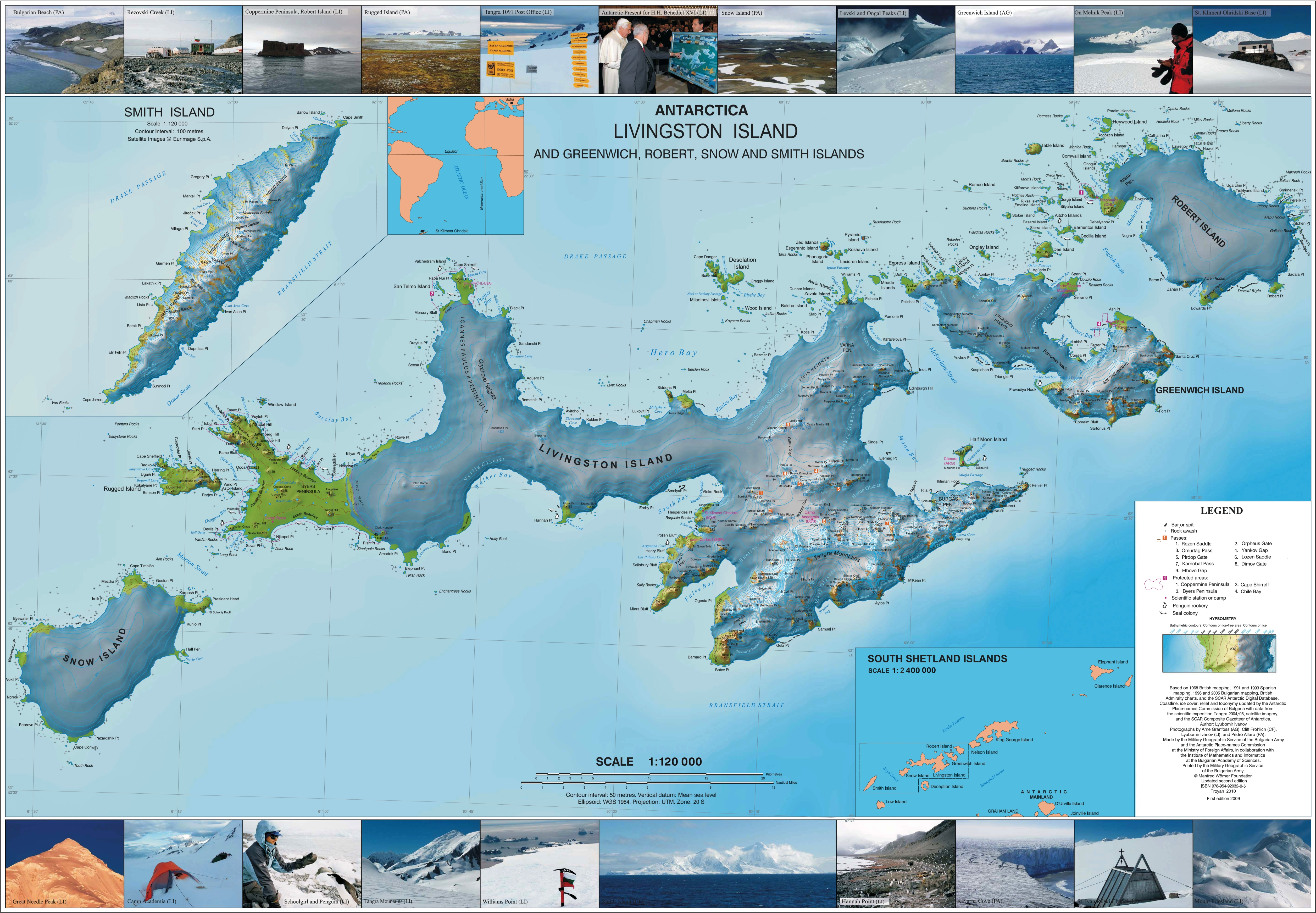
Топографічна карта островів Лівінгстон, Гринвіч, Роберт та Сміт

Капітан Річард Філдес, найімовірніше, назвав острів у честь свого брига. Філдес займався тюленячим промислом у районі Південних Шетландських островів у 1821–1822 роках, допоки лід не знищив його судно у березні 1822 року. На честь нього названа протока Філдес. 
Детальніше був картографований в лютому 1821 року Першою російською антарктичною експедицією Ф. Беллінсгаузена, отримавши назву «Полоцьк».
З 1949 року в західній частині острова розташована літня чилійська антарктична станція Луїс-Рісопатрон (ісп. Luis Risopatrón), названа в честі чилійського географа Луїса Рісопатрона (1869—1930).

## Карти
- Chart of South Shetland including Coronation Island, &c. from the exploration of the sloop Dove in the years 1821 and 1822 by George Powell Commander of the same. Scale ca. 1:200000. London: Laurie, 1822.
- South Shetland Islands. Scale 1:200000 topographic map. DOS 610 Sheet W 62 58. Tolworth, UK, 1968.
- L.L. Ivanov et al. Antarctica: Livingston Island and Greenwich Island, South Shetland Islands. Scale 1:100000 topographic map. Sofia: Antarctic Place-names Commission of Bulgaria, 2005.
- L.L. Ivanov. Antarctica: Livingston Island and Greenwich, Robert, Snow and Smith Islands. Scale 1:120000 topographic map.  Troyan: Manfred Wörner Foundation, 2009.  ISBN 978-954-92032-6-4
- Antarctic Digital Database (ADD). Scale 1:250000 topographic map of Antarctica.  Scientific Committee on Antarctic Research (SCAR), 1993–2016.